# Долина роз (Кишинёв)
Долина роз в Кишиневе (рум. Valea Trandafirilor) — городской парк, включающий в себя остатки древнеславянской святыни. Расположен в городе Кишинёв (Молдова).

## История
С VI по XIII век территория Молдовы была заселена славянскими племенами, уличами и тиверцами, а также даками. Недалеко от города Пересечень, в долине с тремя озерами, было святилище, посвященное славянским племенным богам и мертвым предкам. Его называли долиной Рос в честь — Руса. Там стояли идолы и алтари ряда славянских богов и покровителей предков. В дни языческих праздников в долине и на озерах устраивали народные гуляния.

## Долина Роз
Роль равнины в религиозной жизни славян уменьшилась, когда печенеги и куманы вторглись на эти земли в 9 веке. После распространения христианства среди славянских племен в X—XI веках, очевидно, святыня была разрушена. Но ее название сохранилось среди местных жителей, и со временем оно было превращено в Долину роз.

## Новое время
В 1950-х годах в Долине были посажены плантации роз.
В конце 1960-х годов парк был реконструирован. Проложены новые полосы, построены бетонные дамбы, очищены озера от ила.
В настоящее время центральную часть парка украшают несколько озер площадью девять гектаров. Там произрастает около 50 сортов деревьев и кустов. Здесь есть сцена вместимостью 1000 зрителей, небольшой парк развлечений с колесом обзора, а также рестораны Doina (закрыт), Cetatea Veche («Старая крепость») и Curtea Vînătorească («Суд охотников»). Остатки нескольких каменных идолов были сохранены и реставрированы в 1970-х годах в виде декоративных статуй. Также сохранилась лестница, ведущая к алтарям и фундамент старинного сооружения на берегу одного из озер — ныне часть ресторана Cetatea Veche.